# Lis (herb szlachecki)
Lis – polski herb szlachecki, noszący zawołania Lis, Orzy orzy, Strzępacz. Wzmiankowany w najstarszym zachowanym do dziś polskim herbarzu, Insignia seu clenodia Regis et Regni Poloniae, spisanym przez historyka Jana Długosza w latach 1464–1480. Lis jest jednym z 47 herbów adoptowanych przez bojarów litewskich na mocy unii horodelskiej z 1413 roku.
Herb występował głównie wśród rodzin osiadłych w ziemi krakowskiej oraz na Śląsku i Mazowszu. Spośród najbardziej znanych rodów pieczętujących się herbem Lis, należy wymienić Sapiehów oraz Giebułtowskich.
Lisa używał też Adam Stefan Sapieha.

## Opis herbu

### Opis historyczny
Jan Długosz (1415–1480) blazonuje herb i opisuje herbownych następująco:

Lysowye, que cuspidem sagitte albam cum duabus sagittis albis in campo albo et vulpem in galea defert. Ex Polonicis militibus ortum ducens; in ea viri parum facundi.

Po przetłumaczeniu:

Lisowie, którzy biały wierzchołek strzały z dwoma strzałami białymi w polu białym i lisa w hełmie noszą. Polscy rycerze, wśród których mało osób elokwentnych.

Kasper Niesiecki, podając się na dzieła historyczne min. Bartosza Paprockiego, Marcina Bielskiego, Szymona Okolskiego, Wacława Potockiego i Wojciecha Kojałowicza opisuje herb:

Ma być strzała biała w polu czerwonem, dwa jelca na niej, tak ułożone, że się zdadzą jakby dwa krzyże, nad hełmem lis z korony niby wyskakujący, tylnych u niego nóg nie widać, ogon tylko zadarty, nogi przednie wzniesione, sam głową w lewą tarczy obrócony.

Legenda herbowa. Zowie się herb ten Lis, że się dawniejsi przodkowie samą liszką na tarczy herbowali, a gdy przyszli za znacznymi zasługami do strzały, liszkę na hełm wynieśli. Ta odmiana, powiedają, że się stała w roku 1058 za Kazimierza I króla polskiego. Gdy albowiem pod Sochaczewem nad rzeką Bzurą czy Mzurą przodek tego domu z niewielką garsztką ludzi, Jadźwingów i Litwę, tamten kraj bezpiecznie pustoszących, wkoło opasał, hasło im albo znak dał przez strzałę bystro i wysoko ogniem siarczystym wysadzoną, którą postrzegłszy ci, co w tyle zasadzeni byli, wielkim impetem na nieprzyjaciela natarli, on też z drugiej strony na czele stanąwszy, potrwożonym niespodzianą inkursyją ciężkim się stawił tak, że ich wkrótce złamał i zwycięstwo otrzymał. Za to heroiczne dzieło strzałę mu na tarczy nadano, a herb ten Bzura czy Mzura zwać od miejsca potyczki poczęto i samegoż tego zwycięskiego rycerza, które imię i na syna się jego zlało.

### Opis współczesny
Opis skonstruowany współcześnie brzmi następująco:
Na tarczy w polu czerwonym rogacina dwa razy przekrzyżowana, srebrna.
W klejnocie pół lisa czerwonego wspiętego.
Labry herbowe czerwone, podbite srebrem.

## Geneza

### Najwcześniejsze wzmianki
Herb pochodzi ze średniowiecza (istnieje co najmniej od 1282 r.). W 1359 w lasach Płoniny na Wołoszczyźnie, w klęsce poniesionej przeciwko armii mołdawskiej, chorągiew Lisów miała wpaść w ręce nieprzyjacielskie. W wyniku unii horodelskiej w 1413 roku herb został przeniesiony na Litwę. Najstarsza znana pieczęć pochodzi z 1306 roku, należy do Mikołaja Lisa, wojewody krakowskiego.
Najwcześniejsze lokalne źródło heraldyczne wymieniające ten herb to wspomniane już wcześniej Insignia seu clenodia Regis et Regni Poloniae, datowane na lata 1464–1480. Autorem tego dzieła jest polski historyk, Jan Długosz.
Herb ten wywodzi się z dawnego znaku własnościowego – podwójnego krzyża ze strzałą, który występuje na najstarszej pieczęci komesa Stefana z Wierzbna z 1226 roku
W bitwie pod Grunwaldem, małopolski ród Lisów, wystawił własną chorągiew.

### Etymologia
Najprawdopodobniej od apelatywu lis (łac. vulpes, vulpis), poświadczonego we wspomnianym wcześniej, łacińskim opisie herbu Jana Długosza. Opis tak dawny pozwala stwierdzić, że jeszcze za życia Długosza godło herbu uważane było za:

(...) cuspidem sagitte albam cum duabus sagittis albis in campo albo et vulpem in galea defert.

Wynika z niego, że zasadniczo herb stanowiła strzała przekrzyżowana dwukrotnie, natomiast umieszczenie lisa w klejnocie świadczyć mogło o wtórnym przybraniu tego znaku do już istniejącej odimiennej proklamacji. Łacińska nazwa Vulpianus, użyta przez Długosza jako jedna z łacińskich wersji nazwy domu i rodu Lisów, nie ma potwierdzenia w słownikach łacińskich jako przymiotniku tworzony od apelatywu vulpes. Została ona prawdopodobnie stworzona przez Długosza specjalnie dla celów heraldycznych, dla określenia „przynależny do rodu Lisów”.
O niewątpliwym związku nazwy osobowej Lis z nazwą herbu informuje literatura; Mikołaj, wojewoda krakowski, określany przez źródła przydomkiem Lis i używający pieczęci ze znakiem strzały przekrzyżowanej (1263–1312), a także komes Mikołaj Lis, sędzia sandomierski (1295–1312).

### Legenda herbowa
W roku 1058 Kazimierz Odnowiciel w pościgu za pustoszącymi kraj Litwinami i Jadźwingami doszedł pod Sochaczew. Wysłany na zwiad z garstką żołnierzy rycerz z rodu Lisów natrafił nad rzeką na silny oddział nieprzyjaciół. Nie mogąc atakować, przemyślnie wystrzelił wysoko zapaloną strzałę, wzywając posiłki. Pomoc wkrótce nadeszła i wziętych w dwa ognie nieprzyjaciół pokonano bez trudu. Wdzięczny Kazimierz Odnowiciel nadał dzielnemu rycerzowi herb ze strzałą w tarczy, jego dawny znak – lis – został umieszczony w klejnocie.
Zapis legendy: Kasper Niesiecki, Herbarz Polski, T. VI, 125

## Herbowni

### Lista Tadeusza Gajla
Lista herbownych w artykule sporządzona została na podstawie wiarygodnych źródeł, zwłaszcza klasycznych i współczesnych herbarzy. Należy jednak zwrócić uwagę na częste zjawisko przypisywania rodom szlacheckim niewłaściwych herbów, szczególnie nasilone w czasie legitymacji szlachectwa przed zaborczymi heroldiami, co zostało następnie utrwalone w wydawanych kolejno herbarzach. Identyczność nazwiska nie musi oznaczać przynależności do danego rodu herbowego. Przynależność taką mogą bezspornie ustalić wyłącznie badania genealogiczne.
Pełna lista herbownych nie jest dziś możliwa do odtworzenia, także ze względu na zniszczenie i zaginięcie wielu akt i dokumentów w czasie II wojny światowej (m.in. w czasie powstania warszawskiego w 1944 spłonęło ponad 90% zasobu Archiwum Głównego w Warszawie, gdzie przechowywana była większość dokumentów staropolskich). Lista nazwisk znajdująca się w artykule pochodzi z Herbarza polskiego, Tadeusza Gajla (443 nazwiska). Występowanie na liście nazwiska nie musi oznaczać, że konkretna rodzina pieczętowała się herbem Lis. Często te same nazwiska są własnością wielu rodzin reprezentujących wszystkie stany dawnej Rzeczypospolitej, tj. chłopów, mieszczan, szlachtę. Jest to jednakże dotychczas najpełniejsza lista herbownych, uzupełniana ciągle przez autora przy kolejnych wydaniach Herbarza. Tadeusz Gajl wymienia następujące nazwiska uprawnionych do używania herbu Lis:
|  | Abrek, Akarkiewiczjodko, Andrzejewicz, Antogiński, Bachcicki, Bartłomiejewicz, Basiński, Bechcicki, Bechczycki, Bechczyski, Beglewski, Beglowski, Benet, Benetowt, Biegłowski, Biskupski, Boczka, Bolesraszycki, Bolestraszycki, Borowski, Bronowski, Bucela, Bucell, Buchczycki, Bukcicki, Bukczycki, Bużeński, Bzura, Bzurski, Chomentowski, Chomętowski, Chomiński, Chrapkowski, Chrząstowski, Chrzelowski, Cieszowski, Czamocki, Czarnecki, Czarnocki, Czarnota, Czarnowski, Czyż, Czyżogórski, Daniłowicz, Długokęcki, Dobkiewicz, Dobrowolski, Dolecki, Doraszkiewicz, Doroszek, Doroszko, Doroszkowski, Drobisz, Dzieszuk, Elzbut, Filipowicz, Foland, Fulko, Fultanowski, Fułko, Fułtanowski, Gatardowicz, Gawecki, Gawianowski, Gembicki, Gertut, Giebułtowski, Gielbutowski, Giemza, Gieniusz, Glikowski, Gliński, Gniewecki, Gniewięcki, Golański, Goleniewski, Goleniowski, Golniewski, Gołuchowski, Gomuński, Gordziejowicz, Gotardowicz, Gotartowski, Gottart, Goworski, Gradowski, Grajbner, Graybner, Gregorowicz, Grodowski, Grodzki, Grudowski, Grzegorzewski, Grzywa, Hanuszewicz, Holenczyński, Hrehorowicz, Hukowski, Huliński, Iliński, Irząd, Iwasieńcowicz, Iwaszeńcewicz, Iwaszeńcowicz, Jaczyński, Jagmin, Janczewski, Jarnicki, Jatkiewicz, Jączyński, Jeżewski, Jęczyński, Jodkiewicz, Jodko, Jodkowicz, Jonczyński, Jotko, Jurjewicz, Jurkiewicz, Juszkiewicz, Kanigowski, Kanigłowski, Karnicki, Karnysz, Karsznicki, Karśnicki, Kasicki, Kącki, Kątski, Kejsztort, Kempiński, Kempski, Kępski, Kęsztort, Kęsztowt, Kieysztor, Kieysztort, Kirkiłło, Kiszkiel, Klimontowski, Klimuntowski, Kluszewski, Kniehenicki, Kolesiński, Komoński, Komorowski, Komuński, Konopka, Konstantynowicz, Kontrebiński, Kontrym, Kończa, Kornickii, Korsak, Korzeniewski, Korzeniowski, Kosiński, Kosman, Kosmowski, Kostrzewski, Kośniński, Kozakowski, Koziegłowski, Kozłowski, Koznowski, Koźniński, Kroiński, Krośnia, Księski-Niemsta, Kulczycki, Kuryłowski, Kuszczycki, Kutyłowski, Kwetko, Kwietka, Kwietko, Kwileński, Kwiliński, Kwitka, Kwitko, Latecki, Letecki, Lipicki, Lis, Lisański, Lisiański, Lisicki, Lisiewicz, Lisowiecki, Lisowski, Lissowski, Liswicz, Lokis, Łącki, Łobiecki, Łobod, Łoboda, Łucki, Łukaszewicz, Łycki, Łyszkowski, Macewicz, Mackiewicz, Macowicz, Majek, Makarski, Makarewicz, Malużeński, Malużyński, Małuszeński, Małużeński, Marszewski, Medyński, Mejsztowicz, Metra, Meysztowicz, Mianowski, Michajłowicz, Michałowicz, Michałowski, Michayłowicz, Michniewicz, Miechorzewski, Miechorzowski, Mieszkowski, Mikołajczewski, Mikołajewski, Mikołajski, Mikuczeski, Mironicki, Mironiski, Miroński, Mitkiewicz, Mnichowski, Moczulski, Modestowicz, Moneta, Mukiewicz, Mytko, Naborowski, Nacewicz, Nacowicz, Naczowicz, Narbut, Narbutt, Narkiewicz, Nasadowski, Niecikowski, Nieczycki, Niekrasz, Niekraś, Niemczynowicz, Niemierza, Niemsta, Niestojkowicz, Nietecki, Nieznanowski, Noiszewski, Nojszewski, Nowkuński. Ochab, Ochap, Olszewski, Olszowski, Ołtarzewski, Omeluta, Onacewicz, Onofrejewicz, Orlicki, Osendowski, Osędowski, Ossendowski, Ossędowski. Parczewski, Paśmieski, Pelicki, Perkowski, Petraszkowicz, Petrowicz, Piaseczyński, Piasocki, Piaszczyński, Pieczenga, Pieczęga, Pieczonka, Pieczynga, Pieślak, Pietkiewicz, Piotrowski, Pohowicz, Pohozy, Postromiński, Postrumieński, Princewicz, Prokopowicz, Prozorkowicz, Pryncewicz, Przegorzewski, Przędziński. Rachocki, Radzimiński, Radzymiński, Rappold, Reynhard, Rimsza, Rodkiewicz, Romaszka, Romaszko, Rosczyc, Rosicki, Rosiel, Roszczyc, Roszczyna, Rosznicki, Rościsz, Rozłowowicz, Roźnicki, Rożnicki, Rożniecki, Różnicki, Różyński, Rudnicki, Rupejko, Rusel, Russel, Ruszczeński, Ruszczyc, Ruszczyński, Ruszel, Ruściński, Rybieński, Rymgayło, Rymgayłowicz, Rymsz, Rymsza, Ryszkowski, Rzeczycki, Samdlewski, Sangayło, Sankiewicz, Sapieha, Saułukowicz, Sawłuk, Sawłukowicz, Sągajło, Siemienowicz, Siemionowicz, Sikora, Sikorski, Skudlski, Słowik, Słupski, Sokora, Songajło, Spirydonow, Spirydonowicz, Spiżarny, Stanisławowicz, Starzeński, Starzyński, Stasicki, Stawowski, Stecewicz, Straszewicz, Straszewski, Strażyński, Strzeblewski, Strzelbowski, Sudyk, Sumigajło, Sungayło, Suwigajło, Szczeblewski, Szkudliski, Szkudlski, Szlapiński, Szweger, Śmieciński, Śmietański, Światopełk, Światopełkowicz, Światopołk, Świerski, Świrski, Tausz, Tausza, Trzonoski, Uchorowski, Uliński, Uzłowski, Wankiewicz, Wankowicz, Wankowski, Wańkiewicz, Wańkowicz, Wańkowski, Werbski, Wereszczak, Wereszczaka, Wichorowski, Wiereszczaka, Wierzbski, Wieźliński, Wieżliński, Wilkanowski, Wilkunowski, Wojciechowicz, Wojtechowicz, Wolan, Wolański, Wolbek, Wolski, Wołocki, Wołosewicz, Wołosowicz, Wołotkowicz, Wołowski, Woroniewski, Woroszyłło, Woroszyło, Worotnicki, Worowski, Worptnicki, Worptniecki, Wroniewski, Wróblewski, Wysocki, Zabeło, Zabieła, Zabiełło, Zabieło, Zadambrowski, Zadąbrowski, Zając, Zaleski, Zapaśnik, Zawacki, Zawadzki, Zbiełło, Zbieło, Zbirogowski-Ruszczyc, Zdan, Zleski, Żarno. Tadeusz Gajl, Herbarz Polski |

## Odmiany
| Odmiany herbu Lis | Odmiany arystokratyczne herbu Lis |  |